# Lagraulet-du-Gers
 Lagraulet-du-Gers  là một xã thuộc tỉnh Gers trong vùng Occitanie miền nam nước Pháp.